# Provița de Sus
Provița de Sus là một xã thuộc hạt Prahova, România. Dân số thời điểm năm 2002 là 2371 người.